# 比什基夫
50°10′42″N 23°51′29″E / 50.17833°N 23.85806°E
比什基夫（烏克蘭語：Бишків），是烏克蘭西部的村莊，隸屬利維夫州的利維夫區。該村面積10.51平方公里，海拔高度220米，2001年人口492，人口密度每平方公里46.81人。